# Holland (Indiana)
Holland város az Amerikai Egyesült Államok Indiana államában, Dubois megyében. Lakosainak száma 619 fő (2020. április 1.).

## Népesség
A település népességének változása:

| 2010 | 626 |
| 2020 | 619 |